# Institut de chimie des milieux et matériaux de Poitiers
L'IC2MP (ou Institut de Chimie des Milieux et Matériaux de Poitiers) est un laboratoire de recherche de chimie et de géosciences. C'est une unité mixte de recherche du CNRS, et de l'université de Poitiers (UMR 7285) située à Poitiers.

## Présentation
L'IC2MP est un institut pluridisciplinaire de recherche créé le 1er janvier 2012, spécialisé dans l’étude des matériaux (argiles, catalyseurs, …), des milieux naturels (eaux, sols, …), et des réactions (naturelles ou provoquées) s’y déroulant.
Les principaux domaines d’applications ont trait à la catalyse, la synthèse, la dépollution, l’exploitation des ressources naturelles.
L'IC2MP résulte de la fusion de quatre laboratoires de l'université de Poitiers (SFA et ENSI Poitiers) tous situés sur le domaine universitaire de Poitiers :
- HydrASA : Hydrogéologie, Argiles, Sols, Altération. Il est situé au sud du campus (bâtiment B35) ;
- LACCO : LAboratoire Catalyse en Chimie Organique. Il est implanté au sein dans le bâtiment B27 et celui de l'ENSIP (bâtiment B1) ;
- LCME : Laboratoire Chimie et Microbiologie de l'Eau. Il se trouve dans l'ENSI Poitiers (B1). Créé en 1974 sous le nom Laboratoire de Chimie de l’Eau et des Nuisances, puis a changé de nom en 1996: Laboratoire de Chimie de l’Eau et de l’Environnement avant de s'appeler LCME en 2008[5] ;
- SRSN : Synthèse et Réactivité des Substances Naturelles. Le laboratoire dispose des bâtiments B27 et B28.

L'Institut IC2MP comprend cinq équipes de recherche :
- Eau, Biomarqueurs, Contaminants Organiques, Milieux ;
- HydrASA (Hydrogéologie, Argiles Sols et Altérations) ;
- Du site actif au matériau catalytique ;
- Catalyse et milieux non conventionnels ;
- Synthèse Organique.

L'équipe Eau, Biomarqueurs, Contaminants organiques, Milieux organise avec l'ENSI Poitiers et l'APTEN (Association des Professionnels du Traitement de l'eau et des Nuisances) les Journées Information Eaux, évènement biannuel aux alentours de la rentrée universitaire.

## Quelques travaux de recherche
- En 2008, la découverte au Gabon[6],[7],[8],[9] de plus de 250 fossiles en excellent état de conservation apporte, pour la première fois, la preuve de l'existence d'organismes pluricellulaires il y a 2,1 milliards d'années[10], une avancée capitale dans la compréhension de l'origine de la vie[11].
Jusqu'à présent, les premières formes de vie complexe connues (dotée de plusieurs cellules) remontaient à 600 millions d'années[12]. Ces travaux ont été publiés en 2010 dans la revue Nature[13].
Cette découverte majeure et fortuite, conduite par l'équipe du Pr Abderrazak El Albani[14], a donné naissance à un axe de recherche transversal au sein de l'institut IC2MP sur l'étude des matières organiques primitives et des paléoenvironnements.
- Cancer : une nouvelle molécule thérapeutique qui ne s'attaque qu'aux cellules tumorales[15],[16].
En 2012, une étude menée par des chercheurs de l’IC2MP, et soutenue par le Cancéropôle Grand Ouest, a abouti à la mise au point d'un système de ciblage thérapeutique programmé pour transporter un puissant agent anticancéreux jusque dans les cellules tumorales, épargnant ainsi les tissus sains habituellement endommagés par les thérapies classiques. La validité de ce concept a été démontrée chez la souris, dans le cadre du traitement d’une tumeur solide[17]. Cette étude, qui représente un nouvel espoir dans la lutte contre le cancer, a été publiée dans l'édition internationale de Angewandte Chemie en tant que « Very Important Paper » (VIP)[18],[19].
Cette étude est dirigée par Sébastien Papot[20], professeur des Universités, et responsable du groupe de recherche « Systèmes Moléculaires Programmés » qui fait partie de l’équipe Synthèse Organique.
- Biopile : Les recherches sur la conversion et le stockage de l'énergie ont conduit l'Institut de Chimie des Milieux et des Matériaux à travailler depuis 2003 au développement d'une biopile glucose/dioxygène[21].
- Catalyse et propulsion spatiale : Dans la propulsion spatiale, les procédés catalytiques sont incontournables. De plus en plus performants, ils utilisent de nouveaux carburants respectueux de l'environnement. Un "catalyseur" permet d'accélérer la vitesse d'une réaction chimique sans apport énergétique ; dans le cas de la catalyse hétérogène, c'est la surface du catalyseur solide qui intervient et le phénomène associé est appelé "catalyse", concept introduit par Berzelius (chimiste suédois) en 1836. La surface du catalyseur attire les réactifs créant ainsi de nouvelles liaisons qui affaiblissent les molécules et les rendent plus réactives. Les premières applications de la catalyse à la propulsion remontent au siècle dernier.

### Personnalités de l'institut
- Bernard Legube, chercheur dans la chimie de l'eau, directeur de l'ENSIP de 2004 à 2013 et président du PRES L-PC de 2012 à 2015